# Suq En Nhas

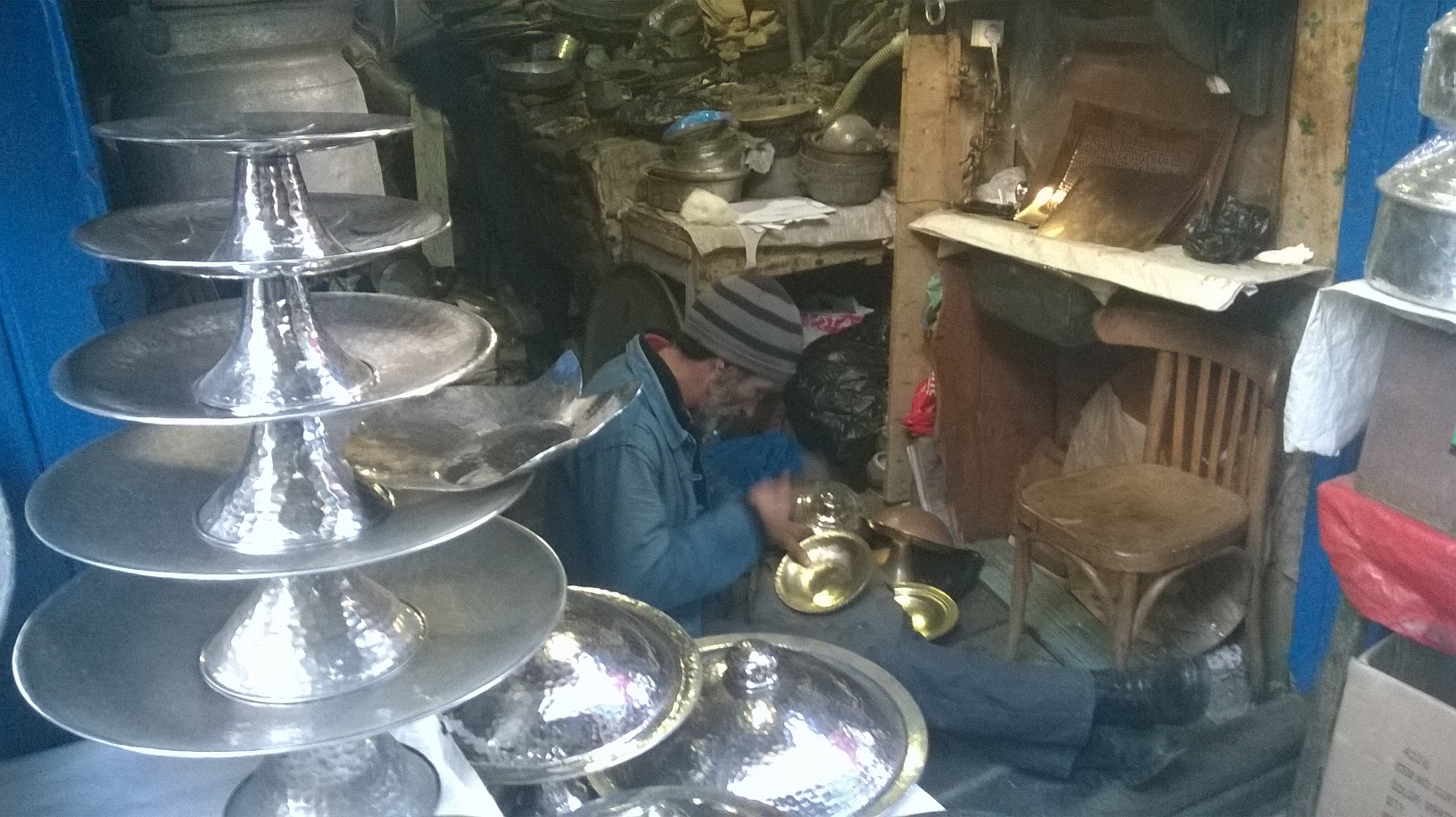
Artigiani al lavoro nel suq.

Souk En Nhas (mercato del rame), è uno dei suq di Tunisi, sito nella medina di Tunisi. È specializzato nella vendita di utensili in rame.

## Posizione

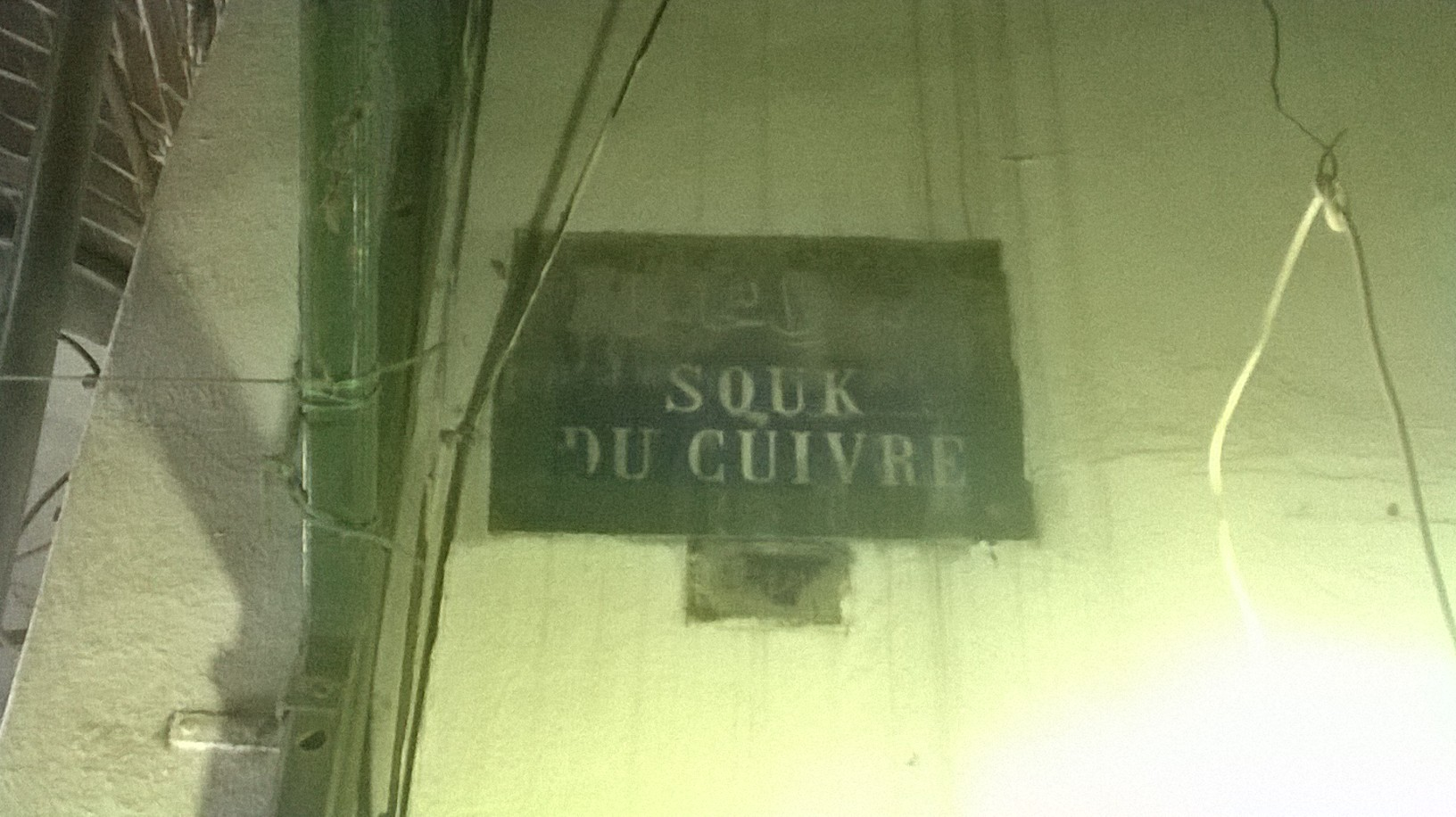
Placca metallica indicante il suq.

La posizione del suq è tra la Kasbah Street e il Souk El Grana.

## Testimonianze

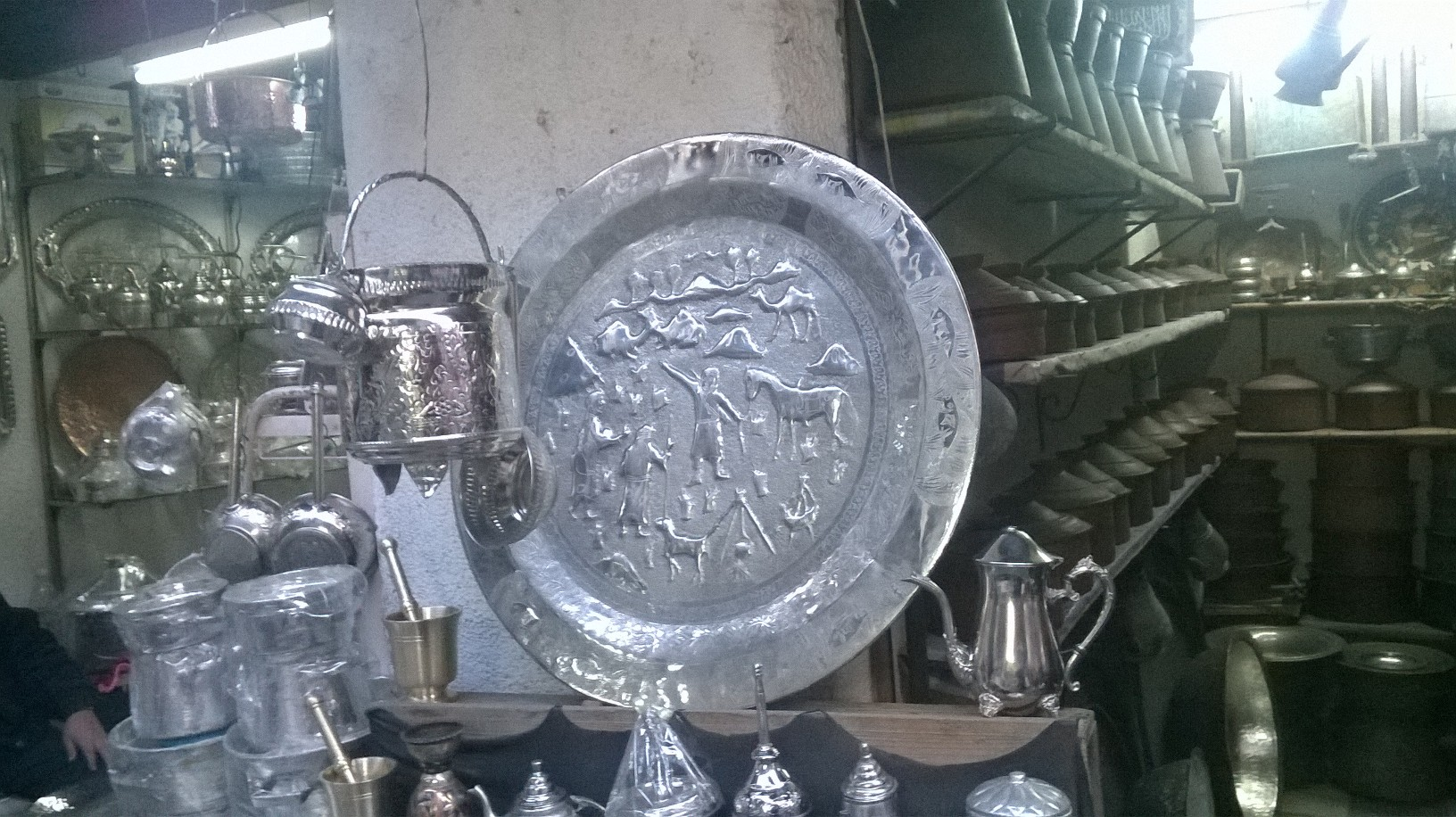
Prodotti del suq.

Charles Lallemand visitò la Tunisia alla fine del XIX secolo e lasciò una testimonianza riguardo al suq En Nhas.